# Boško Gjurovski
Boško Gjurovski (en macedonio: Бошко Ѓуровски; en serbio: Бошко Ђуровски, romanizado: Boško Đurovski;nacido el 28 de diciembre de 1961) es un exfutbolista y entrenador de Macedonia del Norte que se desempeñaba como centrocampista. Actualmente entrena al Paradou AC argelino.
Boško Gjurovski jugó 11 veces y marcó 3 goles para la Selección de fútbol de Yugoslavia y selección de fútbol de Macedonia del Norte entre 1982 y 1995.

## Trayectoria

### Clubes
| Club                      | País       | Año       |
| ------------------------- | ---------- | --------- |
| Estrella Roja de Belgrado | Yugoslavia | 1978-1989 |
| Servette                  | Suiza      | 1989-1995 |

### Selección nacional
| Selección | País                | Año       |
| --------- | ------------------- | --------- |
| Absoluta  | Yugoslavia          | 1982-1989 |
| Absoluta  | Macedonia del Norte | 1994-1995 |

## Estadística de equipo nacional
| Selección de fútbol de Yugoslavia             | Selección de fútbol de Yugoslavia | Selección de fútbol de Yugoslavia |
| Año                                           | Partidos                          | Goles                             |
| --------------------------------------------- | --------------------------------- | --------------------------------- |
| 1982                                          | 1                                 | 0                                 |
| 1983                                          | 0                                 | 0                                 |
| 1984                                          | 1                                 | 0                                 |
| 1985                                          | 0                                 | 0                                 |
| 1986                                          | 0                                 | 0                                 |
| 1987                                          | 0                                 | 0                                 |
| 1988                                          | 0                                 | 0                                 |
| 1989                                          | 2                                 | 0                                 |
| Total                                         | 4                                 | 0                                 |
| Selección de fútbol de República de Macedonia |                                   |                                   |
| Año                                           | Partidos                          | Goles                             |
| 1994                                          | 5                                 | 3                                 |
| 1995                                          | 2                                 | 0                                 |
| Total                                         | 7                                 | 3                                 |